# Loïc Chable
Loïc Chable (9 luglio 2000) è uno sciatore alpino svizzero.

## Biografia
Sciatore polivalente originario di Villars-sur-Ollon e fratello di Charlotte, a sua volta sciatrice alpina, Loïc Chable, attivo dal novembre del 2016, ha esordito in Coppa Europa il 7 dicembre 2020 a Zinal in supergigante (59º); non ha debuttato in Coppa del Mondo e non ha preso parte a rassegne olimpiche o iridate.

## Palmarès

### Nor-Am Cup
- Miglior piazzamento in classifica generale: 26º nel 2023 e nel 2025
- 1 podio:
  - 1 terzo posto

### South American Cup
- Miglior piazzamento in classifica generale: 46º nel 2024
- 1 podio:
  - 1 secondo posto